# Aporodes
Aporodes és un gènere d'arnes de la família Crambidae descrita Achille Guenée el 1854.
.

## Taxonomia
- Aporodes dentifascialis Christoph in Romanoff, 1887
- Aporodes floralis (Hübner, 1809)
- Aporodes pygmaealis Amsel, 1961